# Aleksandr Belyakov
Aleksandr Belyakov (n. 26 ianuarie 1962, Moscova, RSFS Rusă, URSS) este un sănier ce a reprezentat Uniunea Republicilor Sovietice Socialiste, medaliat olimpic. A participat la două ediții ale Jocurilor Olimpice (1984, 1988) în care a câștigat o medalie de argint.